# Roger Paris
Pour les articles homonymes, voir Paris (homonymie).
Roger Paris, né en 1928 ou 1929 et mort le 10 avril 2019 aux États-Unis, est un céiste français de slalom. 
Aux Championnats du monde 1949 à Genève, il est médaillé d'or en canoë biplace (C2) par équipe et médaillé d'argent en C2 avec Claude Neveu.
Il est médaillé d'or en C2 avec Claude Neveu, médaillé d'or en C2 par équipe et médaillé d'argent en C1 par équipe lors des Championnats du monde 1951 à Steyr. Il remporte le titre en C2 par équipe aux Championnats du monde 1953 à Merano. Aux Championnats du monde 1955 à Tacen, il est médaillé d'or en C2 avec Claude Neveu.